# Bonamia menziesii
Bonamia menziesii är en vindeväxtart som beskrevs av Asa Gray. Bonamia menziesii ingår i släktet Bonamia och familjen vindeväxter. IUCN kategoriserar arten globalt som akut hotad. Inga underarter finns listade i Catalogue of Life.

## Bildgalleri

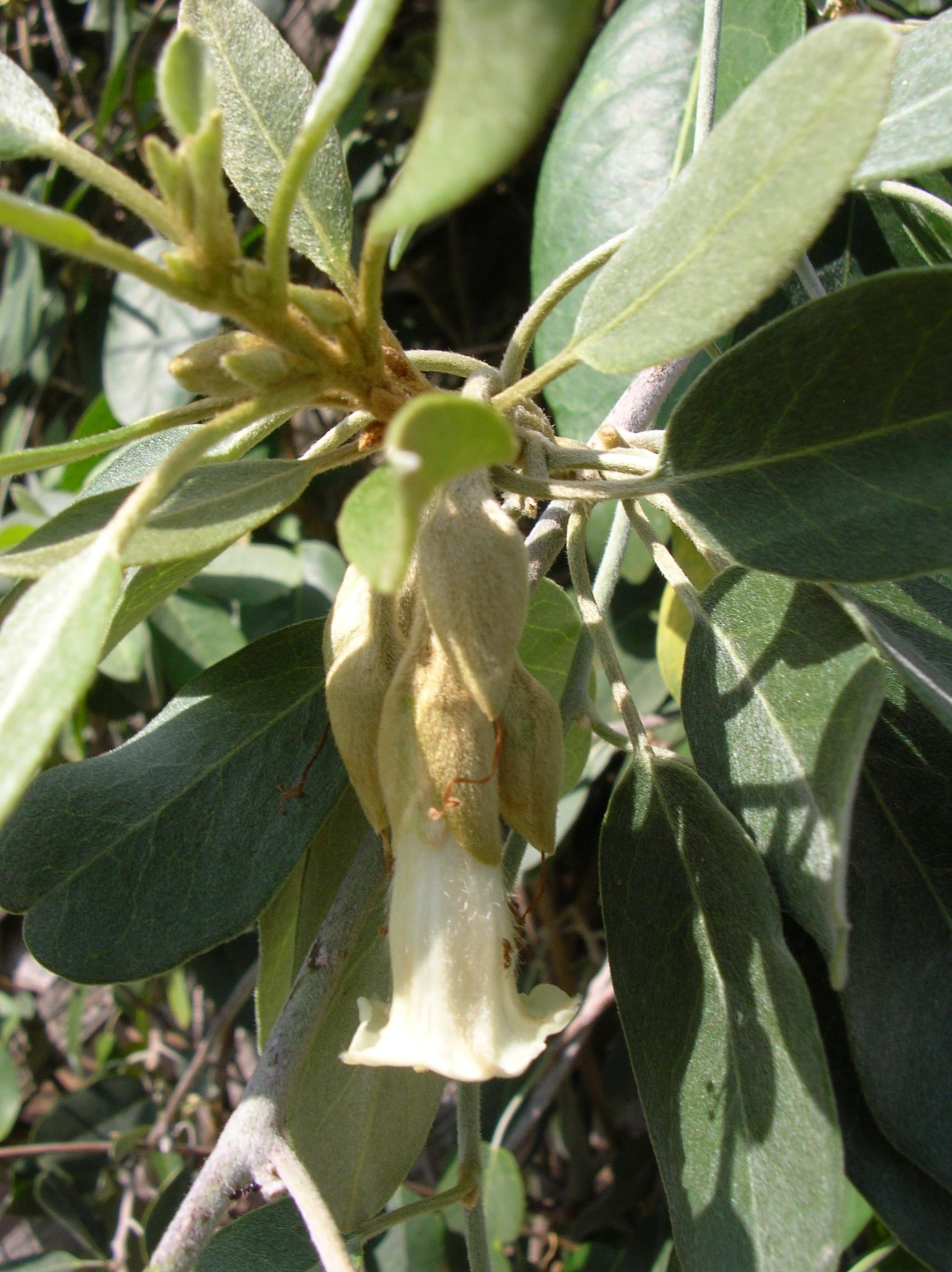
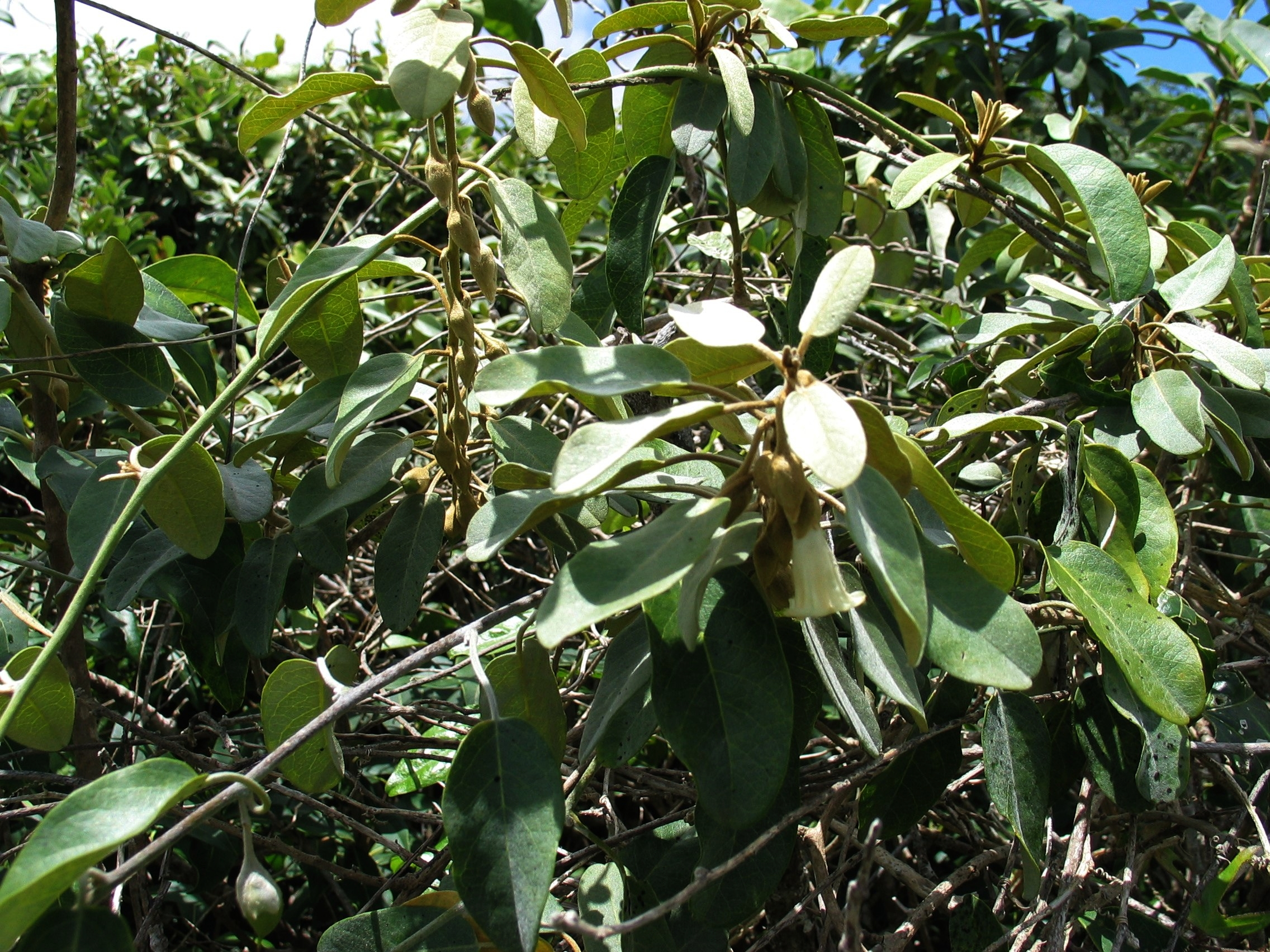
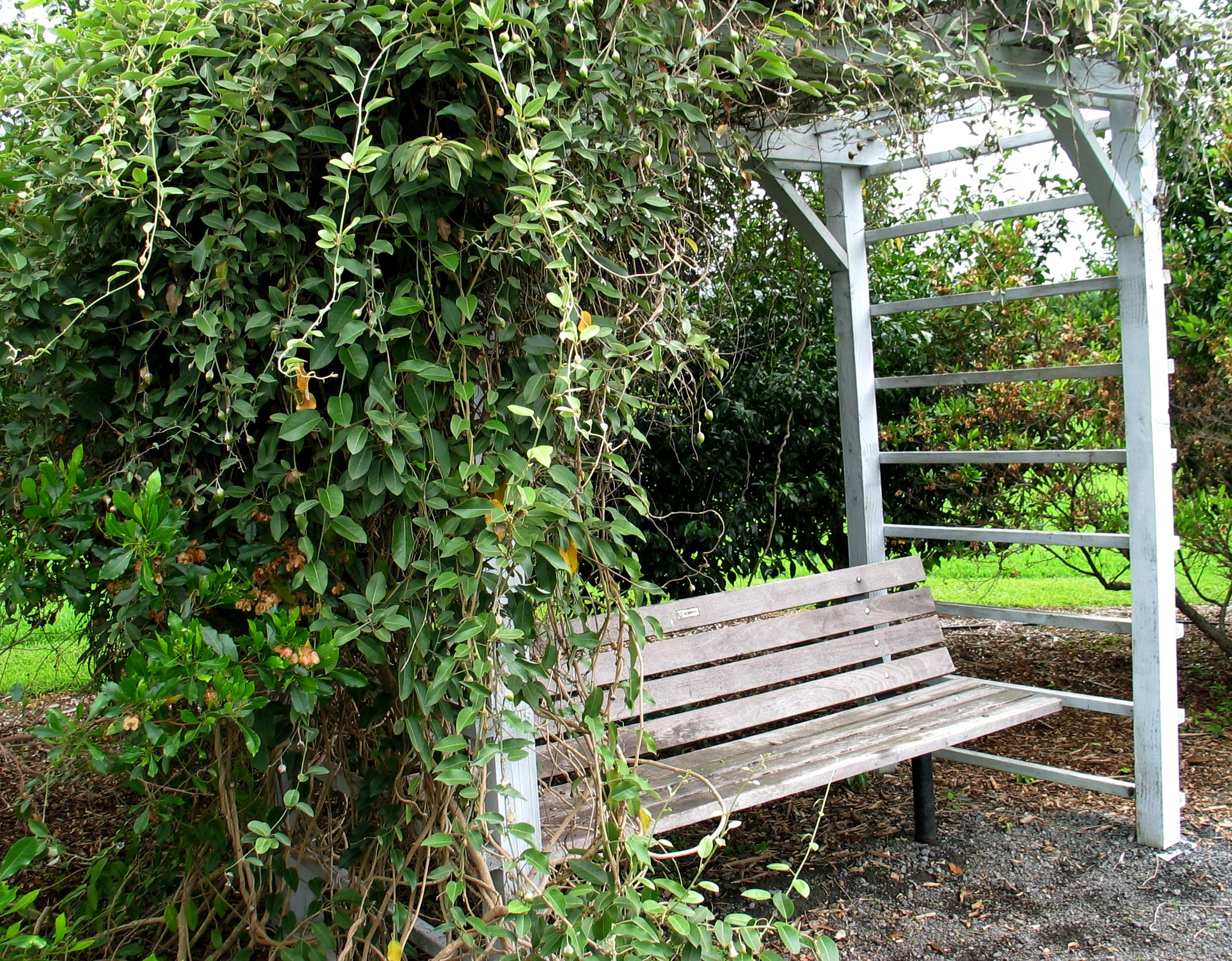
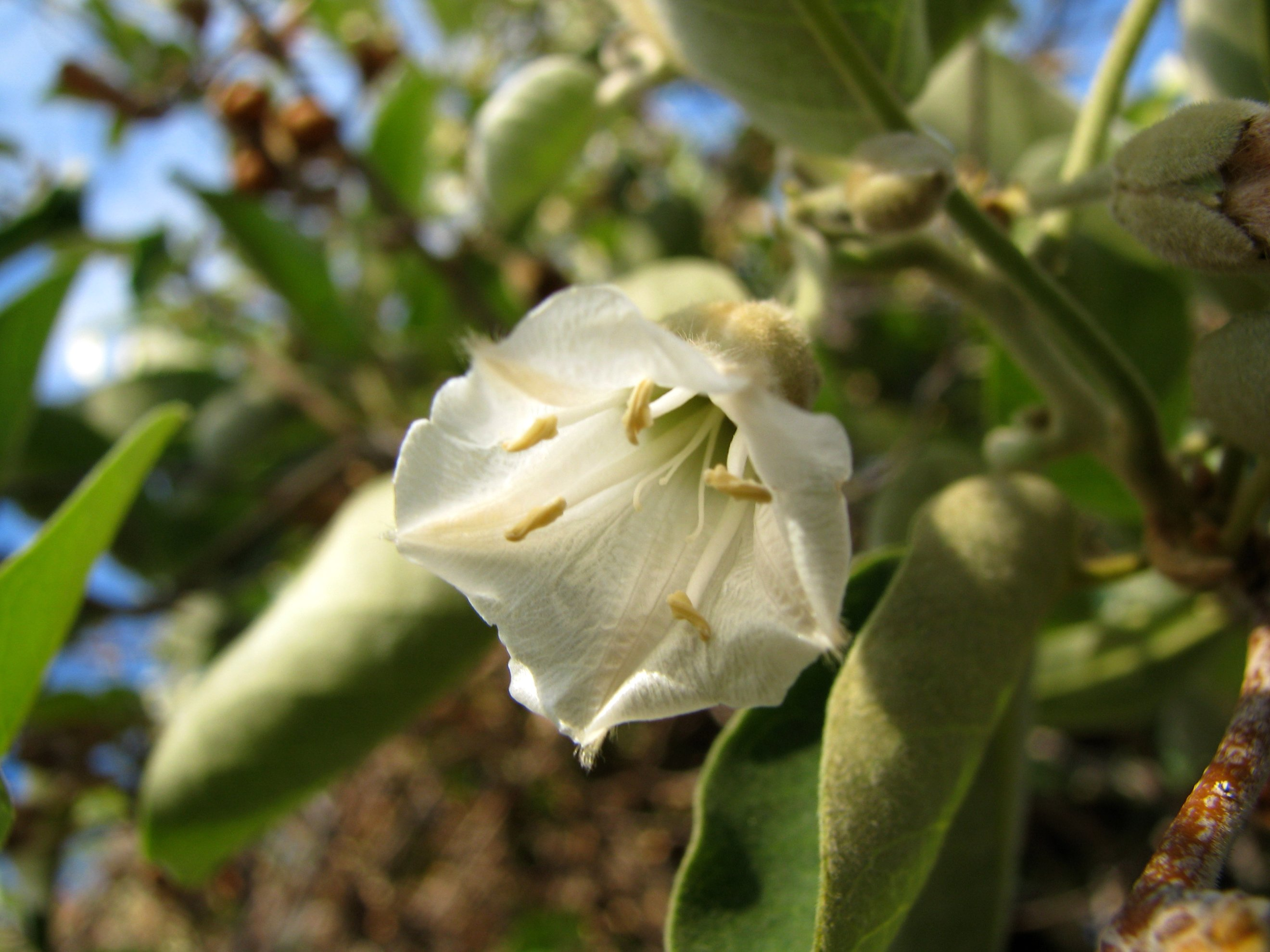